# Thomas R.P. Mielke
Thomas R.P. Mielke, właśc. Thomas Rudolf Peter Mielke (ur. 12 marca 1940, zm. 31 sierpnia 2020 w Berlinie) – niemiecki pisarz, autor powieści historycznych i science fiction.
W prasie zadebiutował w 1958 roku. Pierwszą powieść Grand Orientale 3301 opublikował w roku 1980.

## Twórczość
- Sakriversum (Das Sakriversum. Roman einer Kathedrale, 1983)
- (Der Tag, an dem die Mauer brach, 1985)
- Karol Wielki (Karl der Große, der Roman seines Lebens, 1992)
- Świątynia w Awinionie (Der Palast von Avignon, 2006)